# Gặp gỡ thông gia: Nhóc Fockers
Gặp gỡ thông gia: Nhóc Fockers (tựa gốc: Little Fockers) là một bộ phim hài của Mỹ năm 2010 và là phần tiếp theo của Meet the Parents (2000) và Meet the Fockers (2004). Phim có sự tham gia của Robert De Niro, Ben Stiller, Owen Wilson, Blythe Danner, Teri Polo, Jessica Alba, Dustin Hoffman và Barbra Streisand.